# Lchagwatogoogiin Enchriilen

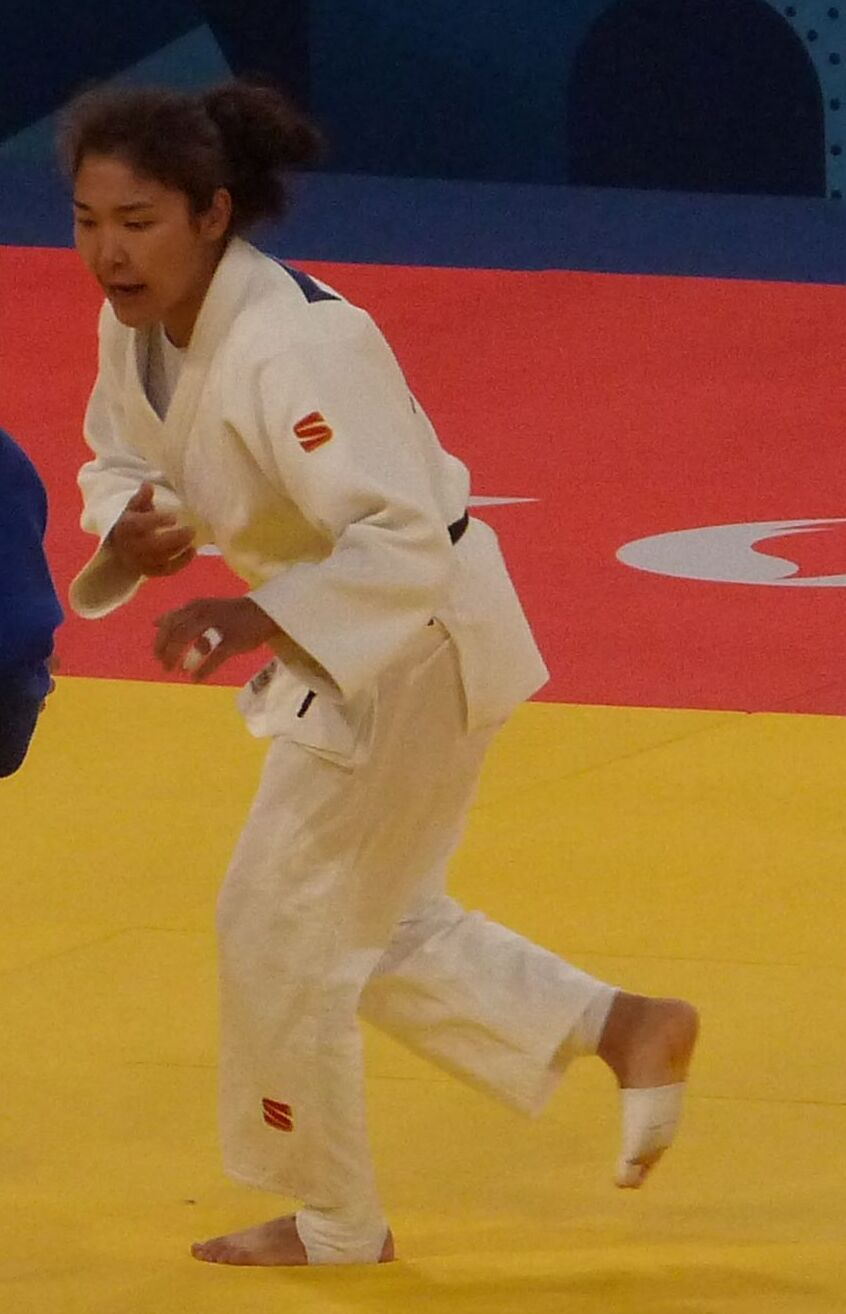
Lchagwatogoogiin Enchriilen

Lchagwatogoogiin Enchriilen (mongolisch Лхагватогоогийн Энхрийлэн, ᡀᠠᠭᠸᠠᠲ᠋ᠣᠭᠣᠭ᠎ᠠ ᠶᠢᠨ ᠡᠩᠬᠦᠷᠡᠶᠢᠯᠡᠨ; englisch Lkhagvatogoogiin Enkhriilen; * 28. Dezember 1998 in Mandal) ist eine mongolische Judoka. Sie gewann bei Weltmeisterschaften zwei Bronzemedaillen.

## Sportliche Karriere
Lchagwatogoogiin Enchriilen wurde 2013 bei den U18-Asienmeisterschaften Zweite in der Gewichtsklasse bis 48 Kilogramm. Seit 2015 kämpft sie im Leichtgewicht, der Gewichtsklasse bis 57 Kilogramm. Bei den Juniorenweltmeisterschaften 2017 wurde sie Zweite hinter der Japanerin Haruka Funakubo. 2019 erkämpfte sie den mongolischen Meistertitel.
Bei den Weltmeisterschaften 2022 in Taschkent unterlag Enchriilen im Viertelfinale der Israelin Timna Nelson-Levy. Mit Siegen über de Ukrainerin Darja Bilodid und die Südkoreanerin Huh Mi-mi erkämpfte die Mongolin eine Bronzemedaille. Bei den Weltmeisterschaften 2023 in Doha gewann die Mongolin im Viertelfinale gegen die Kanadierin Jessica Klimkait und verlor im Halbfinale gegen die zweite Kanadierin Christa Deguchi. Im Kampf um Bronze besiegte sie wie 2022 die Koreanerin Huh Mi-mi. Im September bei den Asienspielen in Hangzhou schied Enchriilen in ihrem Auftaktkampf aus.
Im April 2024 trafen Enchriilen und Huh Mi-mi im Finale der Asienmeisterschaften aufeinander und die Mongolin gewann. Einen Monat später unterlag die Mongolin im Viertelfinale der Weltmeisterschaften in Abu Dhabi der Kanadierin Klimkait. Den Kampf um Bronze verlor sie gegen die Japanerin Momo Tamaoki. Bei den Olympischen Spielen 2024 in Paris gewann Enchriilen ihre ersten beiden Kämpfe und unterlag im Viertelfinale Huh Mi-mi. Am Ende belegte die Mongolin den siebten Platz.